# خانه علی دقیقی ماسوله
خانه علی دقیقی ماسوله مربوط به دوره قاجار است و در شهرستان فومن، شهرک تاریخی ماسوله واقع‌شده و این اثر در تاریخ ۲۵ اسفند ۱۳۸۰ با شمارهٔ ثبت ۵۲۲۲ به ‌عنوان یکی از آثار ملی ایران به ثبت رسیده‌است.